# Хвощёвка (Нижегородская область)
Хвощёвка — село в Богородском муниципальном округе Нижегородской области России.
Административный центр Хвощёвского сельсовета.

## География
Село находится в центральной части Нижегородской области, в зоне хвойно-широколиственных лесов, на левом берегу реки Кудьмы, при  автодороге 22Н-0405. 
Климат
Климат характеризуется как умеренно континентальный, с тёплым коротким летом и холодной продолжительной зимой. Среднегодовая температура — 2,9 °C. Средняя температура воздуха самого тёплого месяца (июля) — 17,6 °C (абсолютный максимум — 37 °C); самого холодного (января) — −11,9 °C (абсолютный минимум — −43 °C). Продолжительность безморозного периода — 135—140 дней Среднегодовое количество атмосферных осадков составляет 533 мм, из которых 368 мм выпадает в период с апреля по октябрь. Устойчивый снежный покров устанавливается, как правило, в конце ноября и держится в среднем 135—145 дней.

## История
Село возглавляло Хвощёвскую волость Горбатовского уезда Нижегородской губернии.

## Население
| 1999 | 2002 | 2010 |
| ---- | ---- | ---- |
| 1060 | ↘974 | ↘915 |

## Инфраструктура
В селе расположено отделение Почты России (индекс 607623). Также в селе имеется церковь Рождества Христова (построена в 1862 г., восстанавливается).